# Euphorbia arahaka
Euphorbia arahaka là một loài thực vật thuộc họ Euphorbiaceae. Đây là loài đặc hữu của Madagascar. Môi trường sống tự nhiên của chúng là rừng khô nhiệt đới hoặc cận nhiệt đới, vùng cây bụi khô khu vực nhiệt đới hoặc cận nhiệt đới, và vùng bờ biển nhiều cát. Chúng hiện đang bị đe dọa vì mất môi trường sống.

## Hình ảnh

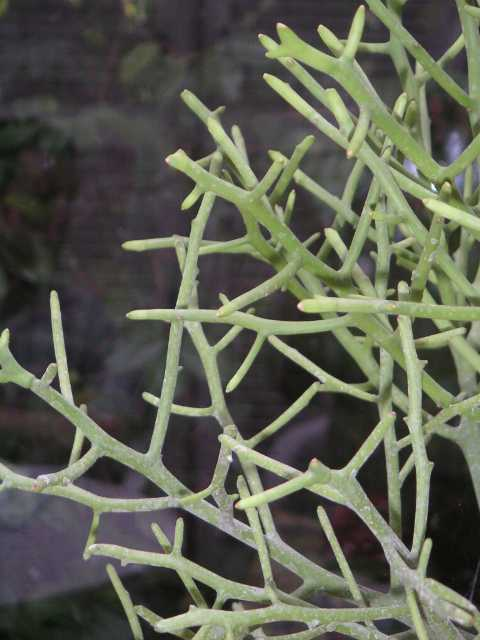
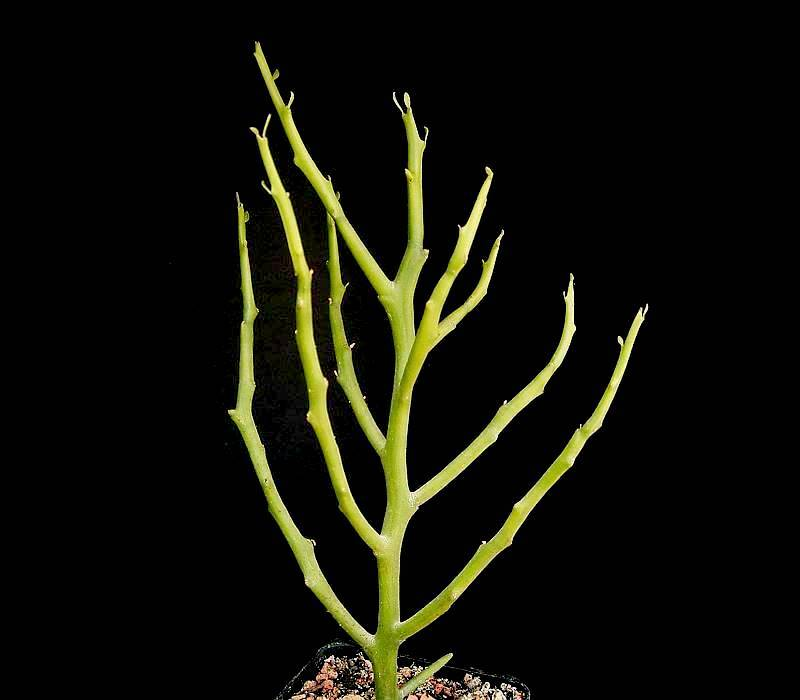